# 沙河农场
沙河农场是一个位于中华人民共和国黑龙江省哈尔滨市方正县的类似乡级单位，亦是黑龙江省农垦哈尔滨管理局所属的一个国有农场。
沙河农场始建设于1954年6月27日。地处方正县东部，与依兰县达连河镇相邻，濒临松花江南岸，属长白山支脉张广才岭北麓。辖区总面积2720公顷，总人口2492人。

## 行政区划
沙河农场下辖以下单位：
沙河场直社区和沙河农场管理区。